# Valencia de Alcántara
Valencia de Alcántara település Spanyolországban, Cáceres tartományban. Valencia de Alcántara Salorino, Castelo de Vide, Marvão, Portalegre, La Codosera, San Vicente de Alcántara, Alburquerque, Membrío, Santiago de Alcántara és Herrera de Alcántara községekkel határos. Lakosainak száma 5196 fő (2024).

## Népesség
A település népessége az elmúlt években az alábbi módon változott:
| Lakosok száma | 6076 | 6106 | 6102 | 6178 | 6127 | 5786 | 5646 | 5397 | 5325 | 5196 |
|               | 2001 | 2004 | 2006 | 2009 | 2011 | 2014 | 2016 | 2019 | 2021 | 2024 |